# Нове Келбонкі
Нове Келбонкі (пол. Nowe Kiełbonki, нім. Neu Kelbonken) — село в Польщі, у гміні Пецки Мронґовського повіту Вармінсько-Мазурського воєводства.
Населення — 85 осіб (2011).
У 1975-1998 роках село належало до Ольштинського воєводства.

## Демографія
Демографічна структура станом на 31 березня 2011 року:
|          | Загалом | Допрацездатний вік | Працездатний вік | Постпрацездатний вік |
| -------- | ------- | ------------------ | ---------------- | -------------------- |
| Чоловіки | 40      | 11                 | 26               | 3                    |
| Жінки    | 45      | 10                 | 26               | 9                    |
| Разом    | 85      | 21                 | 52               | 12                   |